# Supetarska Draga
Supetarska Draga (olaszul Valle San Pietro) település a horvátországi Rab szigeten. A sziget fővárosától 6 km-re északra, a sziget északnyugati felében található. A települést két részre osztja a Supetar-öböl (Supetarska draga – innen kapta nevét), Gornja Supetarska Draga az öböl északi, míg Donja Supetarska Draga a déli oldalon található.
A település eredetileg sólepárlók lakhelye volt. Az idők során alakult át turisztikai központtá. Ezt segítette elő a széltől védett öböl, valamint a völgy mikroklímája, mely télen is kellemes időjárást ad. Ez utóbbi hatására számos itt, vagy a környező szigeteken élő madárfaj ebben az öbölben telel át.
A városka látnivalója a központtól távolabb álló, háromhajós, román stílusú Szent Péter bazilika, melyet 1059-ben építettek. Egykor egy bencés rendi kolostor állt mellette.
A hozzá tartozó Maman, Sridnjak és Šailovac szigetek a hajósok és a búvárok által kedvelt helyek.
A város kikötője az ACI Marina lánc tagja, amely az ide érkező hajósoknak a minőségi szolgáltatások mellett modern felszerelésekkel is rendelkezik.